# Alain Béral
Pour les articles homonymes, voir Béral.
Alain Béral, né le 10 juin 1954 à Albi, est un dirigeant français d'entreprises de restauration rapide et dirigeant de basket-ball, actuellement vice-président de KFC France. Il a exercé trois mandats de président de la Ligue nationale de basket-ball de juin 2011 à juin 2023.

## Biographie

### Dirigeant d'entreprises dans la distribution et la restauration rapide
Il commence sa carrière professionnelle dans la grande distribution (Carrefour, Casino) au début des années 1970, avant de rejoindre Quick en 1982. Il en devient PDG en 1998. En 2003, il devient directeur général France Europe de Brioche dorée. En 2005, il devient président du directoire de la CIAT (Compagnie Internationale André Trigano), société spécialisée en hôtellerie de plein air, en 2005. Il occupe ce poste jusqu'en 2014.
Depuis le 1er septembre 2014, il est vice-président des opérations de KFC France. En septembre 2022, il critique personnellement le footballeur de l'équipe de France de football Kylian Mbappé, qui demande la révision la convention des droits d'image obligeant les joueurs à faire la promotion des sponsors de l'équipe, dont KFC.

### Dirigeant de basket-ball
Alain Béral pratique le rugby durant ses années universitaires, avant de découvrir le basket dans les Landes,  où il s'installe en famille en 1983.
L’entreprise qu’il dirige, Quick, devient sponsor de l’Élan béarnais Pau-Lacq-Orthez en 1991. Il devient président-directeur général du club en 2003, poste qu'il occupe jusqu'en juillet 2008. Il est rappelé à sa présidence en avril 2010 alors que le club est en Pro B. Il cède une deuxième fois sa place en juillet 2011 pour prendre la présidence de la Ligue Nationale de Basket.
Durant ses deux présidences, l'Élan béarnais Pau-Lacq-Orthez remporte deux titres de champion de France (2003 et 2004) et un titre de champion de Pro B (2010).
Il est le cinquième président de la Ligue nationale de basket-ball depuis sa création en 1987.